# Rudló
Rudló (1886-ig Rudlova, szlovákul: Rudlová) Besztercebánya városrésze, egykor önálló község Szlovákiában, a Besztercebányai kerületben.

## Fekvése
A városközponttól 3 km-re északkeletre fekszik.

## Története
A falu a 14. század második felében keletkezett a szászfalvi uradalom területén, az osztozkodás során Rudelin bírónak jutott részen. Első írásos említése 1390-ből származik. 1516-ig több nemesi és polgári család birtoka volt, ezután 1848-ig Besztercebányához tartozott.
A 18. század végén Vályi András így ír róla: „RUDLOVA. Rudolszdorf. Tót falu Zólyom Várm. földes Ura Besztertzebánya Városa, lakosai katolikusok leginkább, fekszik Besztertzebányához közel, mellynek filiája, határjának olly forma minéműsége van, mint Kniczelováénak.”
1828-ban 28 házában 202 lakos élt, akik mezőgazdasággal és kőműves munkákkal foglalkoztak.
Fényes Elek 1851-ben kiadott geográfiai szótárában így ír a településről: „Rudlova, tót falu, Zólyom vmegyében, Beszterczebánya szomszédságában, egy dombon, 130 ev., 24 kath. lak., kik közt 19 telkes gazda, 14 zsellér, 4 lakó. Urb. telek 10; allodium nincs. Homokos agyag földe mindent megterem. F. u. Beszterczebánya város.”
1910-ben 404, túlnyomórészt szlovák lakosa volt. 1920 előtt Zólyom vármegye Besztercebányai járásához tartozott.
Rudlót 1966-ban csatolták Besztercebányához.

## Külső hivatkozások
- Rudló Szlovákia térképén

## Lásd még
- Besztercebánya
- Foncsorda
- Garamkirályfalva
- Garamsálfalva
- Keremcse
- Kisélesd
- Majorfalva
- Olmányfalva
- Pallós
- Radvány
- Rakolc
- Szakbény
- Szentjakabfalva
- Szénás
- Zólyomszászfalu